# Karl Neff
Georg Jakob Karl Neff (* 23. Juli 1882 in Michelstadt; † 4. Juni 1958 ebenda) war ein hessischer Politiker (SPD) und Abgeordneter der Verfassungberatenden Landesversammlung Groß-Hessen, einem Vorgänger des Hessischen Landtags.

## Leben
Karl Neff wurde als Sohn des Küfermeisters Wilhelm Neff und dessen Frau Elisabethe geborene Falkenstein geboren. Er besuchte die Volksschule und machte wie sein Vater eine Lehre als Böttcher und Weinküfer. Er arbeitete bis 1908 als selbständiger Küfermeister und seit 1908 als Gastwirt in Michelstadt. Während der Zeit des Nationalsozialismus war er bis April 1945 Landproduktenhändler.
Karl Neff war evangelisch und mit Anna Margarethe geborene Göttmann verheiratet.

## Politik
In der Weimarer Republik war Neff bis 1933 Erster Vorsitzender der SPD in Erbach. 1919 bis 1924 war er Mitglied des Gemeinderats und des Kreistags, bevor er vom November 1924 bis Januar 1930 Beigeordneter in Michelstadt war. Ab 21. Juli 1920 (als Nachrücker für Franz Gruber) bis zum Ende der zweiten Wahlperiode 1924 war er Abgeordneter im Landtag des Volksstaates Hessen. Zwischen Januar 1930 bis zur Machtergreifung 1933 war er Bürgermeister in Michelstadt. 
Vom 4. Mai 1945 bis zum 31. März 1951 war er Landrat des Kreises Erbach (Odenwald). 1946 wurde er SPD-Kreisvorsitzender des Kreises Erbach.
Vom 15. Juli 1946 bis zum 30. November 1946 war Neff Mitglied der Verfassungberatenden Landesversammlung Groß-Hessen.

## Ehrungen
- 1952: Verdienstkreuz (Steckkreuz) der Bundesrepublik Deutschland
- In Nieder-Kainsbach wurde in einem in den 1960er Jahren ausgewiesenen Neubaugebiet die Karl-Neff-Straße nach ihm benannt.